# 魏家桥镇 (深州市)
魏桥镇，是中华人民共和国河北省衡水市深州市下辖的一个乡镇级行政单位。

## 行政区划
魏桥镇下辖以下地区：
潘家庄村、河兰井村、解放营村、牛家庄村、曹家庄村、白宋庄村、尚王庄村、西魏家桥村、中魏家桥村、东魏家桥村、北赵家庄村、孟家村、马家湾村、唐家村、李家村、冯康庄村、刘康庄村、李康庄村、焦家村、常家头村、刘家头村、阎家头村、马家庙村、梁家庄村、焦庄村、南小营村和寨里村。